# Станак
Станак представља други орган централне власти средњовјековне Босне, одмах иза владара. Познат је још под називима: сабор, русаг, русаг босански, сва Босна. Станак је сабор племића који се сазивао ради рјешавања државних питања. На сабору су могли учествовати сви племићи, а станак је сазивао владар Босне, мада је било сабора у којима владар није учествовао. Први сачувани помен ове институције забиљежен је 1354. године. На сабору нису учествовали представници православних цркава, дакле ни Црква Босанска ни Српска православна црква, а ни мисионари католичке цркве. Утицај русага босанског је варирао зависно од моћи владара. Тако је за вријеме бана Стефана Другог и краља Стефана Твртка Првог, сабор имао мали утицај, док је за вријеме Стефана Остоје имао висок утицај, чак до те мјере да је због одлуке русага 1416. године, краљ морао тражити спас у бјекству.

## Надлежности
Станак је доносио најважније одлуке по питању спољне и унутрашње политике. На саборима је вршен избор новог владаоца, доношене одлуке о рату и миру. Заједно са краљем русаг је доносио закључке о располагању државном имовином. Сабор је додјељивао баштину, али и отуђивао, краљ није могао отуђити имовину другом великашу без пристанка сабора. Било је случајева када је сабор одлучивао и о ванредним одлукама против краља.